# Christophe de Pincé
Pour les articles homonymes, voir Pincé.
Christophe de Pincé, né en 1507, lieutenant criminel du sénéchal d'Anjou, sénéchal et maire d'Angers.

## Biographie
Christophe de Pincé fut lieutenant criminel de la sénéchaussée d'Angers. 
Il devint sénéchal et officier local de l'administration royale du territoire de Saint-Denis-d'Anjou.
Il succéda, le 14 septembre 1538, à Jean de Pincé à la mairie d'Angers après la mort de celui-ci. Il fut réélu deux fois de suite jusqu'au 1er mai 1540.
Il continua à assumer sa charge de lieutenant criminel, notamment en faisant appliquer les arrêtés de Justice du Parlement de Paris concernant des affaires angevines.
Il se maria deux fois : 
- marié à Anne Chalopin : 1 fille Jeanne de Pincé
- marié à Marie de Maridor

## Sources
1. ↑  Julien Rémy Pesche, Dictionnaire topographique, historique et statistique de la Sarthe, suivi d'une biographie et d'une bibliographie, 1836, 830 p. (lire en ligne), p. 440.
2. ↑  « angers.fr/decouvrir-angers/en-… »(Archive.org • Wikiwix • Archive.is • Google • Que faire ?).